# Błażejewo (powiat śremski)
Błażejewo (Błażejewo pod Dolskiem) – wieś w Polsce położona w województwie wielkopolskim, w powiecie śremskim, w gminie Dolsk.
Wieś Blozeiewo położona była w 1581 roku w powiecie kościańskim województwa poznańskiego. W latach 1975–1998 miejscowość należała administracyjnie do województwa poznańskiego.
Wieś położona w pagórkowatej okolicy, 5 km na wschód od Dolska przy drodze powiatowej nr 4080 z Dolska do Książa Wielkopolskiego przez Włościejewice i Włościejewki.
Pierwsze wiadomości o wsi w dokumentach pojawiły się w 1343 r. pod nazwą Plozeevo. W 1391 wymieniony został Dzierżysław z Błożejewa. Po Błażejewskich na początku XVII wieku właścicielami zostają Kołuccy. W 1673 nastąpiło przekazanie Błażejewa kongregacji Filipinów z Głogówka spod Gostynia.
Zabytkiem wsi prawnie chronionym jest drewniany kościół św. Jakuba z 1675, ufundowany przez ks. Stanisława Grudowicza, założyciela oratorium św. Filipa Neri na Świętej Górze, w stylu barokowym, o konstrukcji zrębowej, oszalowany, jednonawowy o podstawie krzyża z dobudowaną zakrystią osłaniająca zewnętrzną ścianą prezbiterium od strony północno-wschodniej. Od nawy głównej odchodzą dwie kaplice boczne. Ołtarz główny pochodzi z 1646 ze starego kościoła na Świętej Górze, w nim znajduje się obraz Matki Boskiej z Dzieciątkiem Świętogórska Róża Duchowna, który jest kopią obrazu z sanktuarium. Nad nim widnieje obraz przedstawiający stygmatyzację św. Franciszka. Po bokach znajdują się figury św. Stanisława i św. Wojciecha z II połowy XV wieku. W predelli na wysokości tabernakulum są dwa obrazy św. Piotra i Pawła z 1600 roku. W kapliczkach bocznych umieszczone są obrazy, w lewej św. Jakuba Starszego Apostoła, a w prawej św. Józefa. W tylnej części chór, gdzie były umieszczone małe organy, które uległy zniszczeniu w czasie kasaty oratorian ze Świętej Góry w Gostyniu w latach 1876-1918. Na przecięciu nawy i kaplic typowo barokowa wieża z hełmem zakończona latarnią o wysokości 18 m. Cały kościół ma zaledwie 15 m długości, przy szerokości nawy 4,5 m. Szerokość z kaplicami bocznymi to 9 m. Wystrój świątyni o charakterze ludowym, o czym świadczą malowidła na ścianach oraz droga krzyżowa malowana na szkle. W otoczeniu kościoła stoją rzeźby świętych wykonane przez Benedykta Włodarczaka z Masłowa i Czesława Ptaka oraz głazy narzutowe, na jednym z nich tablica z 1989 upamiętniająca poległych żołnierzy i harcerzy podczas II wojny światowej. Przed plebanią znajduje się kapliczka z XVIII wieku.
Do lokalnych zabytków należy zespół dworski z dworem z końca XIX wieku, spichrzem z 1880 i parkiem, w którym znajduje się lipa drobnolistna o obwodzie 590 cm. W okolicy zespołu są trzy czworaki z przełomu XIX i XX wieku.

## Demografia
Liczba mieszkańców miejscowości w poszczególnych latach:
| Rok  | Ilość mieszkańców |
| ---- | ----------------- |
| 1988 | 165               |
| 2002 | 161               |
| 2009 | 169               |
| 2011 | 168               |
| 2021 | 127               |